# Дейви, Эд
Сэр Э́двард Джо́натан Де́йви (англ. Sir Edward Jonathan Davey; род. 25 декабря 1965, Ноттингем) — британский политик, либеральный демократ, министр энергетики и борьбы с изменением климата в первом кабинете Дэвида Кэмерона (2012—2015).

## Биография
Учился в Оксфордском университете и Лондонском вечернем университете Биркбек.
В 1989—1993 годах являлся экспертом по экономике в аппарате партии либеральных демократов, с 1993 по 1997 год занимался управленческим консалтингом в компании Omega Partners.
В 1997 году избран в Палату общин от округа Кингстон и Сербайтон и до 2001 года занимался экономическими вопросами у либеральных демократов, а также освещал для прессы экономические проблемы Лондона. До 2002 года занимал должность теневого старшего секретаря Казначейства.
Получил в теневом кабинете либеральных демократов должность теневого старшего секретаря Казначейства. В 2002—2005 годах отвечал в теневом кабинете за вопросы местного самоуправления и регионов, в 2005—2006 годах состоял при теневом секретаре образования и профессионального обучения, а в 2006 году — при теневом секретаре торговли и промышленности. Некоторое время возглавлял аппарат лидера партии Мензиса Кэмпбелла, затем — партийные службы по организации выборов и связям с общественностью, а впоследствии работал при теневом министре иностранных дел и по делам Содружества.
3 февраля 2012 года назначен министром энергетики в первом кабинете Дэвида Кэмерона после вынужденной отставки Криса Хьюна из-за обвинений в препятствовании правосудию (по утверждению органов следствия, его жена записала на себя штрафные баллы, полученные Хьюном за превышение скорости, допущенное в 2003 году).
7 мая 2015 года состоялись парламентские выборы, которые Дейви в своём округе проиграл, набрав на три тысячи голосов меньше консерватора Джеймса Берри.
11 мая 2015 года Дэвид Кэмерон сформировал своё новое правительство с участием одних только консерваторов, а Дейви и его однопартийцы лишились портфелей.
Временно отойдя от политики, два дня в неделю работал на компанию по связям с общественностью MHP Communications, в числе клиентов которой находилась EDF Energy. Та, будучи дочерней компанией французской корпорации, подготовила проект строительства атомной электростанции в Хинкли Пойнт (Сомерсет), подвергавшийся критике как крайне невыгодный с коммерческой точки зрения (эту сделку Дейви курировал как министр энергетики).
По итогам досрочных выборов 2017 года вернул себе округ Кингстон и Сербайтон, получив поддержку 44,7 % избирателей против 38,1 %, проголосовавших за сильнейшего из его соперников — консерватора Джеймса Берри.
С 2019 года был заместителем лидера партии Джо Суинсон, а после её поражения в своём округе на выборах 2019 года и отставки стал 13 декабря 2019 года вместе с баронессой Сэл Бринтон временно исполнять обязанности лидера (1 января 2020 года его напарником стал избранный председателем партии Марк Пэк).
27 августа 2020 года избран лидером Либеральных демократов, заручившись почти вдвое большей поддержкой, чем его соперница Лэйла Моран (соответственно 45 756 и 24 564 голосов).

## Личная жизнь
В 2005 году женился на Эмили Гэссон (Emily Gasson), в их семье появился сын — Джон Олбан.

## Награды и титулы
- В 2016 году Эд Дейви посвящён в рыцари с формулировкой «за политическое и общественное служение»[12]